# Siris kapell
Siris kapell är ett kapell som tillhör Fryksände församling i Karlstads stift. Kapellet ligger på Fryksände kyrkogård strax öster om Fryksände kyrka. Byggnaden uppfördes som gravkapell och är sammanbyggt med bårhus, men används även för andra typer av gudstjänster. Kapellet är sedan 2001 skyddat enligt kulturminneslagens 4 kapitel.

## Kyrkobyggnaden

### Exteriör
Byggnaden uppfördes 1946–1949 av byggmästare Rickard Nyqvist efter ritningar av arkitekterna Carl-Axel Acking och Sven Hesselgren. Enligt arkitekternas anvisningar har kapellet placerats så att det omgärdas av stenmurar och en grön vall. På så sätt skapas en gårdsbildning, som förankrar byggnaden i landskapet och skiljer den från den omgivande parken och begravningsplatsen.
Byggnaden vilar på en murad sockel av stenhällar. Kapellet har tegelväggar belagda med spritputs. Det branta sadeltaket är täckt med spån, och långt utdraget. Gavelpartiernas tresidiga vinklingar ger byggnaden en oktagonal form, som tillsammans med det branta sadeltaket anspelar på Noas ark. Kyrkorummet har en nord-sydlig orientering med tresidigt kor i söder och vapenhus i norr. Vid kapellets norra sida finns sakristian.
Siris kapell uppfördes som gravkapell, med placering i direkt anslutning till Fryksände kyrkas nya begravningsplats. Vid södra sidan finns ett bårhus ihopbyggt med kapellet. Exteriört döljs denna byggnad av den gröna vall som ingår som en del av gårdsbildningen.

### Interiör
Kapellet är enskeppigt, med ett fullbrett kor i den norra änden och en lika bred läktare i den södra. Inredningen är ljus, med kalkstensgolv, ett högt panelklätt tak och vitputsade väggar. Fönsterbågar, karmar och dörrblad i mörkt blått, svart och mörkt brunt utgör kontraster. Framför det rektangulära stenaltaret är golvet lagt med ett stjärnmönster.
Väggarna är genombrutna av rektangulära fönster, snett fasade med relativt djupa solbänkar och något skymda av det djupt nedkragade yttertaket. Ett takfönster på nocken och ett sjukantigt fönster i norrgaveln utgör viktiga ljusinsläpp i kyrkorummet.
Koret speglar ytterfasadens tresidiga vinkling. Ovanför altaret hänger en altarrelief av skulptören Stig Blomberg. Den föreställer ängeln och Kvinnorna vid graven, hämtat från påskdagen evangelietext. Reliefen är skuren i almträ i samband med att kapellet uppfördes; träet är färgglatt målat. Ett kombinerat altar- och processionskrucifix av formgivaren Sigurd Persson tillkom 1968.
Sittplatserna är placerade i två kvarter, med både stolar och bänkar, som i originalutförande har rottingsnörda sittdynor.

## Siri i Bada

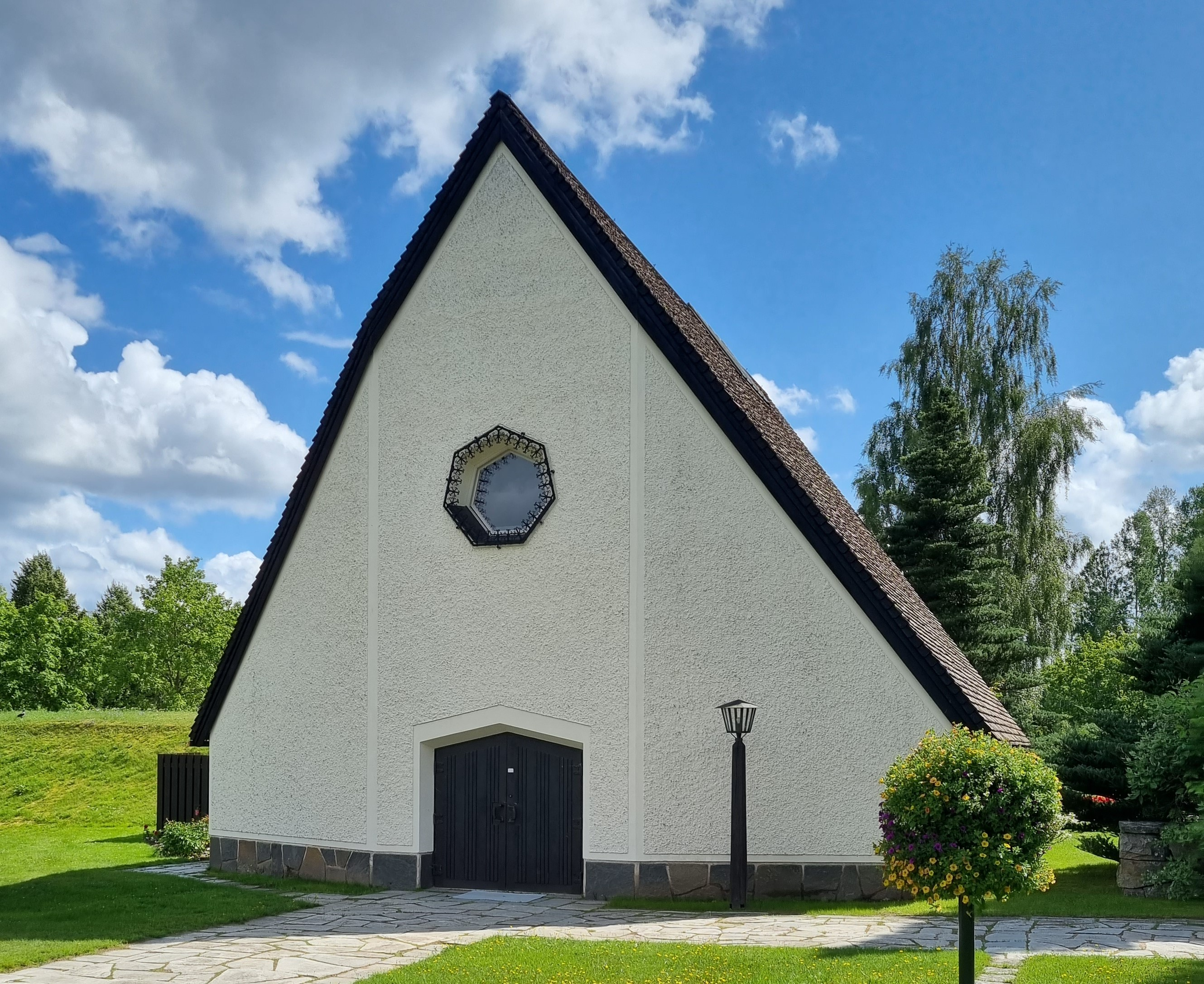
Huvudentrén. Juli 2023.

Siris kapell har fått sitt namn efter legenden om Siri i Bada, som efter att ha gått vilse i skogen lovade Gud att kyrkan skulle få hennes egendom om hon kunde hitta hem. Enligt traditionen hörde hon då Fryksände kyrkas klockor ringa, och fann vägen tillbaks. Hon lämnade sedan skogsfastigheten Långsjöhöjden som donation till församlingen.
Legenden är inte bekräftad med brukar dateras till senmedeltiden. Avkastningen från fastigheten har bekostat såväl uppförandet av Siris kapell som det närliggande församlingshemmet. Fram till 1972 debiterade församlingen ingen kyrkoskatt (idag kyrkoavgift), utan använde i stället avkastningen från donationsjorden.

### Orgel
Orgeln är tillverkas 1949 av Åkerman och Lund och är pneumatisk. Den har fasta och fria kombinationer.
| Huvudverk I  | Svällverk II    | Pedal      | Koppel    |
| Principal 8’ | Rörflöjt 8’     | Subbas 16’ | I/P       |
| Gedackt 8’   | Salicional 8’   |            | II/P      |
| Oktava 4’    | Voix celeste 8’ |            | II/I      |
| Mixtur 4 ch  | Gemshorn 4’     |            | I 4'/I    |
|              | Waldflöjt 2'    |            | II 16'/I  |
|              | Tremulant       |            | II 16'/II |